# トニー・アルコ
トニー・アルコ（Tony Arco、1965年-)は、イタリアのジャズ・ドラマー。
イタリア・ロンバルディア州ミラノ出身。

## 略歴
18歳でプロとしての活動を開始し、若くしてセルジョ・ファンニ、マリオ・ルスカ、トニー・スコットらのセッションに参加。1980年代後半には新たな可能性を求め渡米。ボストンの「Wally's Cafe Jazz Club」を拠点に、ロイ・ハーグローヴほか当時最先端をゆくミュージシャンと深い交流を持つ。
帰国後は再びマリオ・ルスカ、ギド・マヌサルディ、アントニオ・ファラオ、フランコ・ダンドレーアらのプロジェクトに参加。
現在はエンリーコ・イントラの右腕として活躍するほか、チーヴィカ・ジャズ・バンド、自身のプロジェクトとしてトニー・アルコ・トリオ、タイム・パーカッションの活動などでも知られる。
「CUES TRIO」のツアーを通しては、あのデイヴ・リーブマンをして「これまでにプレイしたなかで最高のドラマーの一人」と言わしめる。

## ディスコグラフィ

### リーダー・アルバム
- Introducing Cues Trio (2001年、DDQ) ※with ロベルト・タレンツィ、ルーチョ・テルツァーノ
- Feel (2002年、abeat Records) ※Cues Trio Meets David Liebman名義
- It's About Time (2003年、Lush Tales) ※トニー・アルコ・クインテット名義
- A Journey Within (2005年、Ethnoworld) ※Tony Arco And Time Percussion名義
- Dream Of Nite (2007年、EmArcy) ※with デイヴ・リーブマン、ロベルト・タレンツィ、パオロ・ベネデッティーニ
- Negative Space (2008年、EmArcy) ※with デイヴ・リーブマン、ロベルト・タレンツィ、パオロ・ベネデッティーニ
- 『ラザー・オッド』 - Rather Odd (2009年、albóre jazz) ※トニー・アルコ・トリオ名義
- Colors Of The Soul (2019年、UR Records)

### 参加アルバム
- トニー・スコット : Lush Life Volume 1 (1989年)
- トニー・スコット : Lush Life Volume 2 (1989年)
- トニー・スコット、マリオ・ルスカ・トリオ : The Old Lion Roars (1996年)
- アントニオ・ファラオ : Expose (1996年)
- リー・コニッツ&マリオ・ルスカ : Where's The Blues? (1997年)
- エンリコ・ラヴァ&マリオ・ルスカ : Walter Gürtler & Vanni Moretto Present: Enrico Rava & Mario Rusca (1997年)
- Olivia Coppeno : A Che Gioco Stai... (1998年)
- Civica Jazz Band, Ensemble Dell'Orchestra Sinfonica di Milano Giuseppe Verdi : The Symphonic Ellington - Night Creature (1999年)
- アンドレア・トファネッリ : Mattia's Walk (2001年)
- ジャンニ・ベドリ : Controtempo - Gianni Bedori Plays "C" Melody Sax (2003年)
- Civica Jazz Band, Ensemble Orchestra Sinfonica Guido Cantelli : Omaggio A Mina - e.Biscom (2003年)
- Various Artists : Iseo Jazz Dieci Anni Di Jazz Italiano (2003年) ※Cues Trio名義で「Concern」を収録
- Franco D'Andrea & Tony Arco Time Percussion : Iseo Jazz Festival 2002 (2004年)
- エンリーコ・イントラ : Le Case Di Berio (2005年)
- ギド・マヌサルディ・トリオ : The Nearness Of You (2005年)
- フランコ・チェリ&エンリーコ・イントラ : Jazz Italiano Live 2007 (2007年)
- エンリーコ・イントラ : Liebman Meets Intra Live (2008年)
- エンリーコ・イントラ&フランコ・アンブロゼッティ : 『ライヴ・イン・ミラン デュオ、トリオ、クァルテット』 - Live In Milan, Duo, Trio, Quartet (2009年)
- マッティア・チガリーニ : Res Nova (2011年)
- Felice Reggio Big-Band : Mio Caro Tenco (2012年)
- Riccardo Luppi & Civica Jazz Band : Omaggio A Sun Ra (2013年)
- マルティーノ・ヴェルチェージ : Virgo Supercluster (2017年)
- Monday Orchestra : Never Alone (The Music Of Michael Brecker) (2018年)
- マルコ・デットー・トリオ : Il Ricordo Di Me (2018年)